# Charles O’Neal
Charles O’Neal (* 4. Januar 1904 in Raeford, North Carolina; † 29. August 1996 in Beverly Hills, Kalifornien) war ein US-amerikanischer Drehbuch- und Romanautor.
O’Neal war in seiner Jugend als Schauspieler im Old Globe Theater, San Diego aktiv. Bevor er im Filmgeschäft tätig wurde, studierte er an der University of Iowa.
In den 1940er und 1950er Jahren schrieb O’Neal die Drehbücher zu mehreren Hollywoodfilmen. Von Mitte der 1950er Jahre bis Mitte der 1960er Jahre war er hauptsächlich für das Fernsehen tätig.
1949 gewann er den Christopher Award für seinen Debütroman The Three Wishes of Jamie McRuin. An dem 1964 veröffentlichten Roman The Thirty-Second Day war er als Koautor beteiligt. Sein erster Roman wurde 1951 als Theaterstück umgesetzt, O’Neal war hieran als Produzent beteiligt. Drei Jahre darauf folgte das Stück Praise Hoyes.
Er war der Vater von Ryan O’Neal (1941–2023), der als Schauspieler aktiv war. Zu seinen Enkelkindern gehören Tatum O’Neal und Griffin O’Neal, die beide ebenfalls schauspielerisch tätig wurden.

## Filmografie (Auswahl)
- 1943: The Seventh Victim
- 1944: Cry of the Werewolf
- 1944: Jagd auf die Geschworenen (The Missing Juror)
- 1948: Der Schrecken von Texas (Return of the Bad Men)
- 1950: Montana
- 1951: Golden Girl
- 1952: Meuterei auf dem Piratenschiff (Mutiny)
- 1957, 1963: Lassie (Fernsehserie)
- 1959: The Alligator People
- 1963: Lassies größtes Abenteuer (Lassie's Great Adventure)